# Antoon Veerman
Antoon Veerman (Bodegraven, 11 oktober 1916 - Lage Mierde, 19 december 1993) was een Nederlands politicus.
De gereformeerde Veerman was een rustige, nauwgezette ARP-politicus. Hij was een gewaardeerd parlementair journalist van Trouw en later rector van het Christelijk Lyceum in Delft. Begin jaren 60 en daarna vanaf 1967 was hij woordvoerder voor onderwijs en binnenlandse zaken van de ARP-Tweede Kamerfractie. Hij stond links in de ARP en leidde die partij als voorzitter aan het einde van de roerige jaren 60. Zijn staatssecretarisschap van Onderwijs in het kabinet-Den Uyl moest hij vanwege zijn gezondheid voortijdig beëindigen, waarna hij terugkeerde naar de Tweede Kamer.
Veerman speelde een sleutelrol bij het samensmeden van zijn eigen partij en de KVP en de CHU tot wat zou gaan heten het CDA. Deze naam is door Veerman bedacht. 
Veerman studeerde klassieke talen en rechten en promoveerde in de Tweede Wereldoorlog op een proefschrift over Calvijn. 
Hij was getrouwd met Edith van Leeuwen, die als 80-plusser, ruim na zijn dood, haar studie Engels nog zou afronden. Het echtpaar kreeg zeven kinderen, van wie de oudste (Gert-Jan) hoogleraar was aan de rechtenfaculteit te Maastricht. Zijn oudste schoonzoon, Yosef Kaplan, was hoogleraar Joodse geschiedenis aan de Hebreeuwse Universiteit in Jeruzalem.
- Biografisch Portaal: 36218488
- International Standard Name Identifier: 0000 0000 2193 9237
- Library of Congress Control Number: n79088579
- Nederlandse Thesaurus van Auteursnamen: 067476619
- Parlement.com: vg09llbekmzg
- Virtual International Authority File: 232101287
- WorldCat: E39PBJhhwpQgdTDDr4bpcDWxDq